# Kita-ku (Nagoya)
Kita (北区 Kita-ku?) es un barrio de la ciudad de Nagoya, en la prefectura de Aichi, Japón. En octubre de 2019 tenía una población estimada de 163.555 habitantes y una densidad de población de 9.330 personas por km². Su área total es de 17,53 km².

## Demografía
Según los datos del censo japonés, esta es la población de Kita en los últimos años.
| 1995    | 2000    | 2005    | 2010    | 2015    |
| ------- | ------- | ------- | ------- | ------- |
| 171.582 | 167.640 | 166.441 | 165.785 | 163.579 |